# کوناکاگالا
کوناکاگالا (به لاتین: Konakagala) یک منطقهٔ مسکونی در سری‌لانکا است که در استان مرکزی (سری‌لانکا) واقع شده‌است.